# Цимбалюк Юрій Григорович
Юрій Григорович Цимбалюк (нар. 22 січня 1953, Харків, УРСР) — радянський футболіст, нападник, пограв за «Металіст», «Карпати», «Динамо» (Київ) і «Таврію». Майстер спорту СРСР з 1977 року. До моменту розформування команди виконував обов'язки заступника директора зі спортивної роботи в ФК «Харків».

## Кар'єра гравця

### 1973—1977
Свою професійну кар'єру гравця Юрій Цимбалюк почав у Харкові, в «Металісті». Дебютував він 6 липня 1973 року у виїзному матчі із «Зіркою» (Перм), в якому харків'яни поступилися 0:1. Цимбалюк вийшов на заміну у другому таймі замість всього лише на 2 роки старшого Михайла Смирнова. Уже в третьому своєму матчі 17 липня 1973 року («Металіст»—"Кузбас" 4:2) Юрій відкрив рахунок своїм голам у «Металісті», вразивши ворота гостей з Кемерово вже на 5-й хвилині. Всього в дебютному сезоні Цимбалюк взяв участь у 17 матчах, в яких забив 3 голи. За підсумками того сезону «Металіст», посівши 19-е місце з 20, опустився у другу лізу.
Наступний сезон команда провела успішно і змогла відразу повернутися у першу лігу. Одним з найпомітніших осіб сезону став Цимбалюк: він з урахуванням півфінального і фінального турнірів провів 45 матчів (найбільше), в яких забив 12 голів (більше — 13 — забив Йосип Бордаш). 10 зі своїх голів він забив в основному турнірі другої ліги, ставши найкращим бомбардиром команди разом з тим же Бордашем.
1975 року Цимбалюк був одним з гравців основи і взяв участь в 36 матчах. Однак команда виступила погано: передостаннє місце і знову виліт в другу лігу. Не відрізнявся результативністю і Юрій — лише 2 голи. Пов'язано це з тим, що його нерідко використовували на позиції захисника і півзахисника.
Наступний сезон став для Цимбалюка одним з найкращих в кар'єрі. Нападник взяв участь у всіх 38 матчах команди, в яких уразив ворота суперників 22 рази (у тому числі 1 хет-трик і 4 дублі). Юрій був штатним пенальтистом команди у тому сезоні і 8 своїх голів забив саме з одинадцятиметрової позначки. 25 вересня 1976 року в домашньому матчі з «Колосом» з Нікополя Цимбалюк вперше в своїй кар'єрі забив три голи в одному матчі. Проте, «Металіст» зайняв лише друге місце в своїй групі і не зміг повернутися до першої ліги.

### 1977—1981
Чемпіонат 1977 Цимбалюк почав у «Металісті», за який встиг провести 13 матчів (6 разів вражав ворота суперників). Вже по ходу сезону Юрій переходить у команду вищої ліги — «Карпати». У вищій лізі Юрій дебютує 4 липня 1977 року в матчі ЦСКА—"Карпати" (1:2), а вже в наступному матчі Цимбалюк забиває свій перший гол у ворота «Зеніта» на 26 хвилині, однак «Карпати» той матч програли 1:2. У тому ж чемпіонаті Цимбалюк отримав свою першу червону картку (у виїзному матчі з «Торпедо» Москва (закінчився поразкою «Карпат» 0:1). Попри те, що «Карпати» за підсумками сезону покинули вищу лігу, Юрія запросили склад чемпіона країни— в «Динамо» (Київ).
Проте в «Динамо» Цимбалюку закріпитися не вдалося. Дебютував він 19 березня 1978 року в Сочі, де в матчі 1/16 фіналу Кубка СРСР «Динамо» обіграло «Спартак» (Рязань) 3:0. Юрій вийшов на заміну на 60-й хвилині замість Олега Блохіна. У тому, переможному для «Динамо» кубку, Цимбалюк виходив на поле ще двічі і забив гол у матчі з рязанцями. Проте в матчах чемпіонату Цимбалюк жодного разу не з'явився на полі і в середині сезону повернувся в «Карпати».
Чемпіонат 1978 року в першій лізі «Карпати» закінчили на 4-му місці, лише на одне очко відставши від «Динамо» Мінськ. Наступний, успішний для «Карпат» сезон, Цимбалюк почав у Львові. Проте вже в липні нападник залишає «Карпати» і переїжджає в Сімферополь, в «Таврію». У новій команді Юрій дебютував 6 липня 1978 року в домашньому матчі з «Металургом» із Запоріжжя, закінчився внічию 1:1. Перший гол забив 17 серпня у ворота «Факела» (Воронеж) на 41 хвилині зрівнявши рахунок (матч закінчився перемогою «Таврії» 3:1). Всього в тому сезоні Цимбалюк виходив на поле 23 рази, в яких нападник забив 13 голів (у тому числі 2 дублі). Попри те, що Юрій прийшов по ходу сезону, він став найкращим бомбардиром команди. «Таврія» грала погано і зайняла лише 18 місце.
У наступному, тріумфальному для «Таврії» сезоні в першій лізі Цимбалюк вже не був найкращим. Він зіграв в 19 матчах, в яких забив лише 9 голів, ставши третім бомбардиром команди (найкращий на фантастичним результатом в 33 гола був Володимир Науменко). Після закінчення сезону Цимбалюк повертається в «Металіст».
У 1981 році «Металіст» готувався повернутися у вищу лігу. Посильну допомогу в цьому, на думку головного тренера команди Євгена Лемешка, повинен був надати і Цимбалюк, який умів себе показати і в захисті і в нападі. На думку оглядачів 1981 не був найкращим сезоном для Юрія, вони називали його гравцем настрою. У своєму останньому сезоні в професійному футболі як гравець Цимбалюк провів 37 матчів у чемпіонаті і 7 матчів в кубку. Забивав він не часто: лише 7 м'ячів в чемпіонаті (4-й показник у команді) і 4 в кубку (найкращий в команді). І там і там його команда добилася прекрасних результатів: в чемпіонаті зайняла перше місце, а в кубку дійшла до півфіналу, лише в півфіналі в серії пенальті поступившись «Спартаку» (Москва). Всього за «Металіст» Цимбалюк в офіційних змаганнях провів 194 гри, в яких забив 56 голів. У списку бомбардирів за всю історію команди за станом на кінець 2010 року Юрій займає 5-е місце.
Після закінчення кар'єри Цимбалюк був начальником команди «Металіст» в 2000-і роки, а пізніше спортивним директорм в «Арсеналі» (Харків) і в його правонаступника — ФК «Харків» (до літа 2010 року, коли команда була розформована).

## Досягнення
Володар Кубка СРСР з футболу (1) —  1978
Переможець першої ліги чемпіонату СРСР (3) — 1979, 1980, 1981

## Статистика виступів
| Клуб                   | Сезон       | Чемпіонат | Чемпіонат | Кубок | Кубок | Європа / Інше | Європа / Інше | Всього | Всього |
| Клуб                   | Сезон       | Матчі     | Голи      | Матчі | Голи  | Матчі         | Голи          | Матчі  | Голи   |
| ---------------------- | ----------- | --------- | --------- | ----- | ----- | ------------- | ------------- | ------ | ------ |
| «Металіст» (Харків)    | 1973        | 17        | 3         | 0     | 0     | 0             | 0             | 17     | 3      |
| «Металіст» (Харків)    | 1974        | 45        | 12        | 0     | 0     | 0             | 0             | 45     | 12     |
| «Металіст» (Харків)    | 1975        | 36        | 2         | 1     | 0     | 0             | 0             | 37     | 2      |
| «Металіст» (Харків)    | 1976        | 38        | 22        | 0     | 0     | 0             | 0             | 38     | 22     |
| «Металіст» (Харків)    | 1977        | 13        | 6         | 0     | 0     | 0             | 0             | 13     | 6      |
| «Металіст» (Харків)    | За весь час | 149       | 45        | 1     | 0     | 0             | 0             | 150    | 45     |
| «Карпати» (Львів)      | 1977        | 16        | 4         | 0     | 0     | 0             | 0             | 16     | 4      |
| «Динамо» (Київ)        | 1978        | 0         | 0         | 3     | 1     | 0             | 0             | 3      | 1      |
| «Карпати» (Львів)      | 1978        | 21        | 7         | 0     | 0     | 0             | 0             | 21     | 7      |
| «Карпати» (Львів)      | 1979        | 7         | 1         | 3 +   | 2 +   | 0             | 0             | ?      | ?      |
| «Карпати» (Львів)      | За весь час | 28        | 8         | 3 +   | 2 +   | 0             | 0             | ?      | ?      |
| «Таврія» (Сімферополь) | 1978        | 24        | 13        | 0     | 0     | 0             | 0             | 24     | 13     |
| «Таврія» (Сімферополь) | 1979        | 19        | 9         | 4 +   | 1 +   | 0             | 0             | ?      | ?      |
| «Таврія» (Сімферополь) | За весь час | 43        | 22        | 4 +   | 1 +   | 0             | 0             | ?      | ?      |
| «Металіст» (Харків)    | 1981        | 37        | 7         | 7     | 4     | 0             | 0             | 44     | 11     |
| За весь час            | За весь час | 273       | 86        | 18 +  | 8 +   | 0             | 0             | 291 +  | 94 +   |